# Archibald Warden
Archibald Adam Warden (Edimburgo, 11 maggio 1869 – 7 ottobre 1943) è stato un tennista britannico.
Partecipò ai Giochi della II Olimpiade che si svolsero a Parigi nel 1900. Prese parte ai tornei di tennis di singolare maschile, doppio maschile e doppio misto, e proprio in quest'ultimo torneo ottenne la medaglia di bronzo assieme alla boema Hedwiga Rosenbaumová.